# Peder Ludvig Møller
Peder Ludvig Møller, född 18 april 1814 i Aalborg, död 6 december 1865, var en dansk författare.
Møller verkade särskilt på 1840-talet som opponent mot Johan Ludvig Heiberg och hans anhängare. Møller var den danska romantikens förespråkare i kritiken. Han utövade ett betydande personligt inflytande på Meïr Aron Goldschmidt, till vars skämttidning Corsaren han då och då bidrog. Ett olyckligt omnämnande av Søren Kierkegaard i Møllers estetiska årsbok Gæa 1845 framkallade filosofens idignerade protest, vilket i hög grad bidrog till att göra Møller illa sedd i Danmark. År 1846 drog han i frivillig landsflykt och var från 1851 bosatt i Paris. Han dog i stor fattigdom på ett sjukhus i Rouen. Møllers viktigaste arbeten är samlade i Kritiske Skizzer (2 band, 1847).